# D 775 (Türkei)
Die Straße D 775 (Devlet yolu 775) ist eine 139 km lange Straße in der Türkei. Sie führt von Kastamonu nach İskilip.

## Verlauf
Die Straße zweigt in Kastamonu von den Straßen D 030 und D 765 ab und führt nach Südosten über den Pass Tosya Ilgaz Geçidi (1625 m) nach Tosya, wo sie die West-Ost-Achse der D 100 Europastraße 80 kreuzt. Sie führt weiter über die Pässe Türbe Geçidi (1625 m) und Elmabeli (1080 m) nach İskilip. 4 km weiter endet sie an der D 180.